# Diecezja Paramaribo

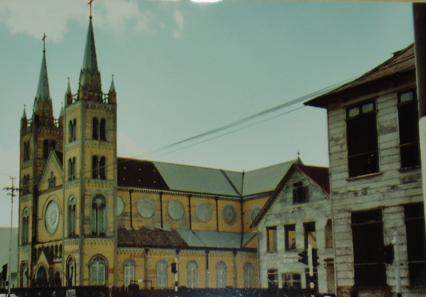
Katedra św. Piotra i św. Pawła w Paramaribo

Diecezja Paramaribo (łac.: Dioecesis Paramariboënsis) – rzymskokatolicka diecezja surinamska, obejmująca swoim zasięgiem obszar całego kraju.
Siedziba biskupa znajduje się przy katedrze św. Piotra i św. Pawła w Paramaribo.
W jej skład wchodzi 31 parafii.

## Historia
Misję chrystianizacyjną na terenie Gujany Holenderskiej prowadzili od XIX w. księża holenderscy, wywodzący się z archidiecezji utrechckiej. 22 listopada 1817 r. dotychczasowa misja sui iuris została przekształcona w prefekturę apostolska Gujany Holenderskiej. 12 września 1842 r. została ona przekształcona w wikariat apostolski.
7 maja 1958 r. papież Pius XII dokonał reorganizacji struktur Kościoła katolickiego w Gujanie Holenderskiej podnosząc dotychczasowy wikariat do rangi pełnoprawnej diecezji.

## Biskupi
- ordynariusz – Karel Choennie
- biskup senior – Wilhelmus de Bekker

## Główne kościoły
- Katedra: katedra św. Piotra i św. Pawła w Paramaribo